# Students for a Free Tibet

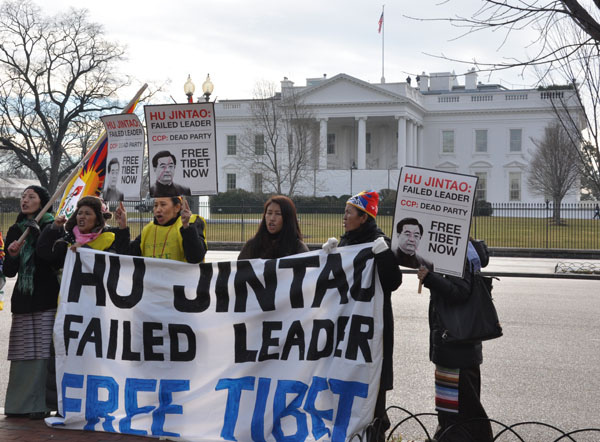
Students for a Free Tibet members protested against China in front of the White House

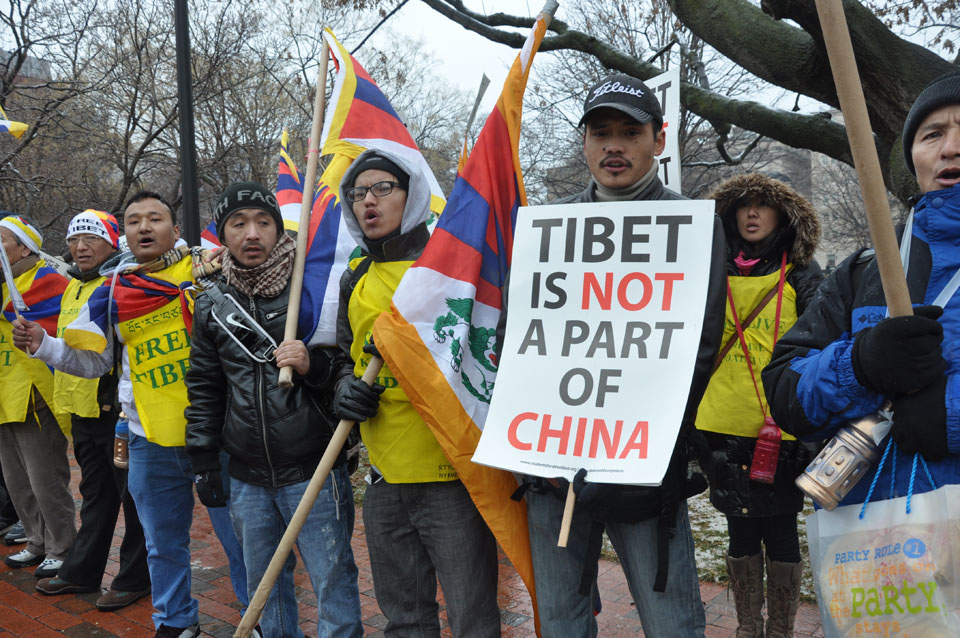
Students for a Free Tibet Protesters marched to Lafayette Park from the Chinese Embassy in Washington D.C.

Students For a Free Tibet ("Studenti per un Tibet libero") è una rete studentesca composta anche da attivisti che lavora in solidarietà con il popolo tibetano per promuovere i diritti umani e le libertà. Il gruppo utilizza l'educazione, la divulgazione e l'azione diretta nonviolenta in modo da arrivare all'indipendenza del Tibet. L'associazione combatte per l'autodeterminazione dei tibetani per via della storia del Tibet stesso, opponendosi alle violazioni dei diritti umani compiute da parte del governo cinese in Tibet, denunciando inoltre i crimini commessi dalla Cina nei campi della cultura, dell'ambiente, della lingua e della religione tibetani.

## Storia
Students For a Free Tibet, abbreviato in SFT, venne fondata nel 1994 a New York da studenti e attivisti a favore della causa dell'indipendenza del Tibet, in modo da utilizzare la forza dei giovani per far pressione sugli obiettivi del gruppo e sui diritti umani. Le attività dell'SFT inizialmente erano basate sulla divulgazione tra studenti e giovani in campus universitari e eventi musicali delle proprie idee; con l'avvento dei Tibetan Freedom Concerts il movimento giovanile poté trarre nuove energie per la propria causa.
SFT è attualmente una rete internazionale con più di 650 presenze in università, scuole e comunità in più di 100 paesi; la sede dell'organizzazione è rimasta a New York, ma ci sono alcuni centri organizzati delocalizzati come quello canadese a Toronto, quello indiano a Dharamsala e quello inglese a Londra.

## Programma
Le campagne dell'SFT si focalizzano su tre aree principali: diritti umani, politici ed economici. Le campagne politiche sono volte a promuovere l'indipendenza del Tibet, sia attraverso critiche e metodi di pressione nei confronti di politici e rappresentanti del governo cinese sia nei confronti dei governi stessi dei paesi in cui l'associazione opera. L'SFT è nota per le sue proteste contro i politici e i dignitari cinesi durante le visite di questi ultimi ad altre nazioni. La lotta per i diritti umani dell'associazione è invece incentrata sul miglioramento della situazione politica ed economica dei tibetani residenti nel Tibet cinese, chiedendo più libertà e diritti ed il rilascio di dissidenti e prigionieri politici. Ad ogni modo, l'SFT stessa precisa nei suoi canali ufficiali che non vogliono soltanto rendere il Tibet una zona più ricca e vivibile, bensì liberare il Tibet dall'occupazione cinese.
La politica economica dell'SFT a lungo termine è basata sul rendere il Tibet una regione troppo costosa da mantenere per il governo centrale cinese. Questa campagna, che viene condotta dagli inizi assieme ad altre organizzazioni che promuovono un cambio di regime in Cina, è volta innanzitutto al boicottaggio di ogni prodotto fatto in Cina. Gli osservatori statunitensi hanno tuttavia espresso le loro perplessità riguardo alla difficoltà di questo obiettivo, ed una commentatrice del Christian Science Monitor scrisse che "la soluzione per questi problemi e non solo risiede nell'aprire contatti con la Cina, non nell'allontanarsene".
La missione "Leadership Training" dell'SFT è focalizzata sullo sviluppo e sulla formazione di personaggi rappresentativi del movimento indipendentista tibetano. Parte di questa campagna è l'annuale Free Tibet! Action Camp, un raduno annuale nel quale decine di giovani si riuniscono per una settimana di vero e proprio allenamento per l'attivismo pro-Tibet.

## Azioni
Students For a Free Tibet è probabilmente stato reso famoso dalle sue azioni ad alto profilo sull'Everest, sulla Grande muraglia e sul Golden Gate Bridge. Nella primavera del 2008, il gruppo organizzò proteste e interruppe la corsa della torcia delle Olimpiadi cinesi, causando critiche in Cina. Nonostante le proteste interne, questo atto riuscì a focalizzare l'attenzione internazionale sulle condizioni religiose, culturali e politiche tibetane e sul loro peggioramento ulteriore.
Nel 2000, l'associazione ed altri gruppi favorevoli all'indipendenza del Tibet criticarono formalmente la Banca Mondiale e il suo prestito al China Western Poverty Reduction Project. Le associazioni sostennero che questo progetto, volto a provvedere irrigazione, costruzione di strade e miglioramento dell'agricoltura nelle zone montagnose ed aride della Cina centrale e occidentale, avrebbe ulteriormente spinto i cinesi a migrare nel Qinghai e rendere ancor più difficile la vita dei tibetani in quelle regioni. In risposta, il presidente della Banca Mondiale propose di prorogare il programma di aiuti e la Cina ritirò la propria adesione finanziando da sé il progetto. Il direttore esecutivo cinese adibito a questo programma di aiuti criticò i gruppi pro-Tibet sostenendo che "a causa di opposizioni politiche [...] la Banca Mondiale ha perso una buona opportunità per assistere alcune tra le più povere persone [...] al mondo".